# Amédée François Frézier
Amédée François Frézier (Chambéry, 4 luglio 1682 – Brest, 1773) è stato un ingegnere militare ed esploratore francese.

## Biografia
Studiò scienze e teologia a Parigi e in seguito si recò in Italia, dove studiò arte e architettura. Nel 1706 pubblicò il Trattato sui fuochi d'artificio, in cui studiò l'uso dei razzi per i fuochi artificiali piuttosto che per usi militari, e incluse anche istruzioni per la fabbricazione di fuochi d'artificio per usi ricreativi e cerimoniali.
In seguito entrò come ingegnere nei Servizi di informazione militare e nel 1712 fu inviato per due anni in Sudamerica, dove redasse varie mappe e studiò la flora e la fauna locale; al ritorno in Francia pubblicò la Relazione di viaggio nei mari del Sud lungo la costa del Cile e del Perù.
Frézier viene ricordato anche per avere riportato dal Cile alcuni esemplari di una specie di fragola del Sudamerica, la Fragaria chiloensis, che venne incrociata con una varietà europea dando luogo alla produzione e coltivazione dei primi ibridi di questa pianta. Nel 1752 Frézier entrò a far parte dell'Accademia francese delle scienze. Si ritirò dal servizio nel 1764. Morì a Brest, in Bretagna.

## Opere
- (FR) La theorie et la pratique de la coupe des pierres et des bois, pour la construction des voutes et autres parties des bâtimens civils et militaires, Strasbourg, Hippolyte Louis Guérin, 1737.